# Kiowa
Kiowa ("principal people") je ratoborno nomadsko pleme prerijskih Indijanaca koje je iz područja Crnih planina prodrlo na jug i zavladalo južnim prerijama. 

## Ime
Ime Kiowa ili Kaigwu u njihovom jeziku označava 'principal people' (ili glavni narod) i vjerojatno se odnosio samo na bandu Kiowa ili Kaigwu i nije obuhvaćao bande Kata, Kogui, Kongtalyui, Kingep i Kuato. Sebe su Kiowe nazivali nekada i Kwu'da ili 'going out', ovo je vjerojatno neka aluzija na njihove česte prisilne odlaske, prvo pred Chippewama, pa Siouxima i Šajenima. Ovo je vrlo vjerojatno jer u vlastitom nazivu kod njih za sebe nalazimo i druge varijante istog ili gotovo istog značenja, to su: Tepki'nägo ("people coming out.") i Te'pda' ("coming out."). Ovo pleme nazivalo se također i imenom Ko'mpabi'anta ili "large tipi flaps". Saveznici Kajova, Kiowa Apache nazivali su ih Be'shiltcha, kod Sutaio Indijanaca Vi'täpätúi, koji je moguća varijanta Sioux naziva Wi'tapahatu "island butte people."

## Jezik
Jezik kiowa danas se vodi kao član velike porodice /phylum; pl. Phyla/ Aztec-Tanoan. Jezično su im ( prema J. P. Harringtonu) najbliži srodnici Tano Indijanci iz New Mexica. Na Powell-ovoj listi ovaj jezik se vodi kao samostalna porodica Kiowan.

## Zemljopisni smještaj i povijest
U 17. stoljeću oni naseljavaju zapadnu Montanu, već oko 1700. pokreću se prema jugoistoku u područje rijeke Yellowstone. U ovom kraju dolaze u kontakt s Indijancima Crow, koji im dozvoljavaju da se nasele na Black Hillsu (Crnim Brdima). Kiowe u ovom području oko 1710. dobivaju konje, vjerojatno od Vrana. Bave se trgovinom s Arikarama, Hidatsama i Mandanima, plemenima koja su kao seosko stanovništvo uzgajala kukuruz i prodavala ga nomadskim Indijancima. 
Ovdje Kiowe nisu dugo živjeli, pod najezdom Sijuksa i Čejena (koje su, s druge strane, potisla iz njihovih zemalja oko Velikih jezera plemena Ojibwa) povukli su se na jug.
Kiowe su se odselile južnije duž porječja rijeke Platte prema rijeci Arkansas (rijeka), do zemlje Komanča (Comanches), s kojima su zapali u žestoke borbe. Nakon krvavih borbi, 1790., Kiowe i Komanči uspostavljaju trajan mir.  –Prema Lewisu i Clarku, Kiowe su tada živjeli na rijeci North Platte. Nedugo kasnije viđeni su u područjima oko rijeke Arkansas. Sa svojim saveznicima Komančima oni uskoro prodiru u Durango, napadajući usput Meksikance, Teksašane i druga domorodačka plemena, osobito Navahe.  
Kiowe, Komanči, Cheyenne (Šajeni) i Apači (Apache) 1840. stupaju u konfederaciju koja je zaratila s naseljenicima. Američke snage savladale su Indijance i 1867. potpisuju znameniti ugovor 'Medicine Lodge Treaty' u Kansasu. Ovaj ugovor, tako poznat, zapravo je serija od 3 ugovora.  Prvi je potpisan 21. 10. s Kiowama i Komančima. Drugi ugovor su isti dan potpisali Kiowa Apache. Treći su 28. 10. potpisali Arapahi i Cheyenne. 
Ovim aktom Indijanci su trebali završiti na Indijanskom Teritoriju u Oklahomi, da bi naseljenici mogli živjeti u miru od Indijanaca.  Kiowe su međutim izazvali još niz konflikata, i tek su 1879. premješteni u Oklahomu. Rezervat dodijeljen Kajovama 1901. je ukinut i otvoren za naseljavanje bijelog stanovništva. –Pleme je (prema Mooneyu) 1780. imalo 2,000 duša. 1905. popisano ih je 1,166; 1910. (1,126); 1923. (1,679; uključujući Kiowa Apache); 1930 (1,050); 1937 (2,263).

## Ratna društva
Za Kajove se kaže da su bili najopasniji od svih sjevernoameričkih Indijanaca, djelovali su kao dobro organizirana i efektivna vojna sila. Temelj su joj bila ratnička društva ('warrior societies'). 
Najhrabriji od tih društava bili su Kaitsenko-ratnici. Kaitsenko ratnici bili su društvo od 10 najhrabrijih ratnika. Kaitsenko ratnik nije se mogao živ iz borbe vratiti, ako nije bilo časno. Iza Kaitsenka na listi bili su "bravest of the brave" Tai-pekos, a iza još 6 društava, na čijem su dnu bili 'Zečevi', sastojalo se od mladih dečki.

## Pjesma Kaitsenko ratnika
“0 Sun; you remain forever but we KAITSENKO must die,
0 Earth you remain forever but we KAITSENKO must die.”
Sunce, ti ćeš zauvijek ostati, ali Kaitsenko moraju umrijeti,
Zemljo, ti ćeš zauvijek ostati, ali Kaitsenko moraju umrijeti.

## Život i običaji
Kajove su bili tipično prerijsko pleme lovaca na bizone. Kod njih nije zapisano da su išta sadili ili uzgajali, osim psa, i kasnije konja. Luk i strijela bili su im glavno oružje. Posjedovali su velik broj konja i živjeli u prenosivim tepee-šatorima. Ovi šatori bili su od kože i lako su se mogli sklopiti, rasklopiti i natovariti na konje, ili na zaprege, zvane 'travail, travois', koje su vukli konji ili psi (u ovom slučaju dog-travois). 
Kampovi (logori; vidi  Arhivirana inačica izvorne stranice od 5. ožujka 2016. (Wayback Machine)), (jer to nisu bila sela) kod Kajova bila su kružna, s ulaza na istok nizali su se prvo šatori bande Kata (Biters), do njih su bili Kogui (Elks Band), zatim po redu dolaze Kaigwu ili Kiowa, Kingep ili Kiñep (Big Shields), zatim Apači Semat (Kiowa Apache), krug su zatvarali Kongtalyui (Black Boys; Soy-hay-talpupl). Nema podataka za Indijance Kuato koji su nestali prije nego što su Lewis i Clark vidjeli Kajove na North Platti.
Kajove su bili duboko religiozni. Nakon što su od  Vrana (Crows, Absaroka) preuzeli ceremoniju Ples sunca (Sun Dance), ona za njih postaje središte vjere. Ples sunca održavali su svake godine.  
Kajove su vjerovali u snove i vizije, a 'vrećica medicine' ili 'medicine bundle' je štitila pleme. Kajove su kasnije preuzeli i Ples duhova 'Ghost Dance',  kao i 'peyote kult'. U ovim obredima Indijanci se opijaju kaktusom peyote, kojega su Carrizo Indijanci iz Meksika, raširili među plemena sjeverno od rijeke Rio Grande. 
Kajove su se koristili kalendarom, poznatim kao taimay, na kojem su piktografskim znakovima na komadima kože kronološki zapisivali važne događaje.

## Kiowa danas
Danas ima (uglavnom) u Oklahomi oko 12,000 Kajova, koje zastupa 'Kiowa Indian Council', sastavljen od članova koji ne smiju imati manje od 18 godina.
Njihovo ime danas nosi više naselja i okruga (counties) na američkom Zapadu, u Kansasu, Oklahomi i Coloradu.
- slika 1. Satank (Sjedeći medvjed).
- slika 2. Tene-angpote
- slika 3. crtež Kiowa, prikazuje bitku iz 1874. s američkim vojnicima
- slika 4. poglavica Dohasan

## Vanjske poveznice
- O Kaitsenko